# Me Against the World
Me Against the World је албум Тупака Шакура објављен 1995. године. Албум је снимљен пре Тупаковог рањавања 30. Новембра 1994. и представља компилацију песама које нису употребљене за албум Thug Life: Volume 1, а објављен је док је био у затвору. Можда због ових околности, многи сматрају да је Me Against the World најзапаљивији од свих Тупакових издања, јер изражава мешавину емоција и реакција на догађаје у његовом животу. Албум обрађује теме као што су опасност од параноје, организовани криминал и моралне последице насиља. Објавила га је издавачка кућа Out Da Gutta Records.
Многи сматрају да је на овом албуму Тупак заузео став како нема шта изгубити. У једној рецензији наводи се да Тупакова разоткривена и сирова људскост на овом албуму производи инспирацију за све који га слушају, и да је то изванредно и достојно запажања музичко остварење. 
Me Against the World је дебитовао на #1 Билбордове Топ 200 и тако је Шакур постао први извођач коме је то пошло за руком док је био у затвору. Крајем 1995. године Тупак је у једном интервјуу изјавио да је запањен чињеницом да је Me Against the World заузео прво место на Билбордовој листи Топ 200 испред извођача као што је Брус Спрингстин. У првој седмици продато је 240,000 примерака, што је дуго времена представљало рекорд за мушке извођаче у реп музици. Дупло је платинасти. 
Са албума су објављена три сингла: Dear Mama, So Many Tears и Temptations.

## Списак песама
1. – 1:45
2. – 3:56
3. – 4:41
4. – 3:59
5. – 5:00
6. – 4:53
7. – 4:23
8. – 4:31
9. – 4:39
10. – 4:54
11. – 5:45
12. – 4:40
13. – 4:13
14. – 4:07
15. " – 4:33